# Інститут генної інженерії та біотехнології (Сараєво)
Інститут генної інженерії і біотехнології в Сараєво (босн. Institut za genetičko inženjerstvo i biotehnologiju, англ. Institute for Genetic Engineering and Biotechnology), скорочено ІНГЕБ (англ. INGEB) — боснійська громадська наукова організація, що входить до складу Сараєвського університету. Афілійований центр Міжнародного центру генної інженерії і біотехнології (ICGEB). Утворений у рамках проекту УНІДО (проект ООН з промислового розвитку). Інститут заснований під назвою Центру генної інженерії і біотехнології в 1988 році. Одним із засновників був професор Рифат Хаджиселимович за підтримки уряду Соціалістичної Республіки Боснії і Герцеговини, Академії наук і мистецтв Боснії і Герцеговини та державних підприємств.
Після утворення інституту доручили функції створення підрозділів і проведення спільної наукової і професійної роботи з розвитку молекулярної біології на основі генної інженерії і біотехнології в Боснії та Герцеговині. Згідно із законом, прийнятим у 1993 році, твірні функції взяла на себе Асамблея Республіки Боснії і Герцеговини, а в 1999 році стала засновником ІНГЕБ.

## Структура
Підрозділи ІНГЕБ:
- Лабораторія судової генетики
- Лабораторія генетики людини
- Лабораторія ГМО та безпеки харчових продуктів
- Лабораторія молекулярної генетики природних ресурсів
- Лабораторія біоінформатики і біостатистики
- Лабораторія цитогенетики і генотоксикології

### Лабораторія судової генетики
Лабораторія займається дослідженням зразків різного походження. У цій лабораторії проводиться аналіз ДНК на основі кісток, крапель крові, волосся, сім’я, слідів на сигаретних недопалках, відбитків пальців, виділень тощо. Лабораторія проводить тести для встановлення факту батьківства чи материнства (необов'язково в присутності іншого з батьків), кровного споріднення певних людей, а також під час розслідування кримінальних справ і пошуку підозрюваних у скоєнні злочину або потерпілих. В лабораторії реалізуються різні проекти, зокрема й генетичний аналіз різних людських решток, знайдених археологами, результати якого пізніше використовуються для визначення генетичних параметрів населення Боснії і Герцеговини.

### Лабораторія генетики людини
Ця лабораторія займається вивченням людської ДНК для фундаментальних і прикладних досліджень. Основний застосовуваний метод — полімеразна ланцюгова реакція. Основними напрямками діяльності лабораторії є науково-дослідницькі напрями: виявлення послідовностей ДНК, які потенційно можуть викликати ракові захворювання; профілювання експресії генів для характеристики терапевтичних ефектів нових і біологічних речовин, а також індивідуальної генетичної схильності до розладів. Лабораторія бере участь в освітній програмі Сараєвського університету і в розширенні застосування методів молекулярної генетики в медичній діагностиці.

### Лабораторія ГМО та безпеки харчових продуктів
Включає в себе широкий масив діяльності, пов'язаної з безпекою продовольства і біотехнологією в галузі вирощування культур. Проводить кількісний і якісний аналіз послідовностей ДНК різних харчових матриць, надає рекомендації та інтерпретацію даних, пов'язаних з ГМО, для споживачів та органів забезпечення безпеки харчових продуктів, а також сприяє науково обґрунтованого підходу до біобезпеки. Лабораторія співпрацює з провідними лабораторіями світу, дотримується міжнародних рекомендацій та розробляє нові аналітичні методи для усунення проблем у методології.
Дослідницький аспект лабораторії зосереджений на ендемічних і таких, що знаходяться під загрозою зникнення, видах рослин з біоактивним потенціалом. Молекулярні маркери використовуються і для оцінки генетичного різноманіття з метою збереження.

### Лабораторія цитогенетики і генотоксикології
Науково-дослідницька діяльність лабораторії заснована на:
- цитогенетичному і генотоксикологічному аналізах біоактивного потенціалу певних фізичних, хімічних і біологічних агентів
- цитогенетичному і генотоксикологічному моніторингу населення Боснії і Герцеговини

Експертна діяльність лабораторії цитогенетики і генотоксикології переважно включає хромосомний аналіз та каріотипування зразків людини. Найчастіше в дослідницьких проектах лабораторії використовуються тести на основі клітинної культури, які включають аналіз аберацій хромосом, аналіз цитокінез-блочних мікроядерних цитонів і аналіз обміну сестринських хроматид. Оцінка цитотоксичного і цитостатичного потенціалу різних хімічних агентів включає застосування колориметричного методу в різних клітинних лініях. Наукові можливості значною мірою використовуються для академічної освіти та захисту дипломних робіт студентів Сараєвського університету.